# 鳞尾松鼠属
鳞尾松鼠属（学名：Anomalurus）是啮齿目鳞尾松鼠科的一属，也是鳞尾松鼠亚科（Anomalurinae）下唯一的一属，本属现存4种：
- 西非鳞尾松鼠（Anomalurus beecrofti）
- 鳞尾松鼠（Anomalurus derbianus）
- 佩氏鳞尾松鼠（Anomalurus pelii）
- 小鳞尾松鼠（Anomalurus pusillus）